# Асаф Джах III
Наваб Мир Акбар Али Хан Сиддики Баяфанди Бахадур, Сикандер Джах, Асаф Джах III (11 ноября 1768 — 21 мая 1829) — третий низам Хайдарабада (6 августа 1803 — 21 мая 1829).

## Ранние годы
Он родился 11 ноября 1768 года во дворце Чаумахалла в Хайдарабаде, второй сын Асафа Джаха II (1734—1803), низама Хайдарабада (1762—1803), и Тахниат ун-Ниса Бегум.
6 августа 1803 года после смерти своего отца 34-летний Сикандер Джах унаследовал княжеский престол Хайдарабада под именем Асафа Джаха III.

## Официальные имена
Его первоначальные имена были Сикандар Джах, Асаф уль-Мульк, Асад уд-Давлах, Валашан Наваб Мир Акбар Али Хан Сиддики Баяфанди Бахадур, Асад Джанг. Он был официально известен как Асаф Джах III, Низам уль-Мульк, Низам ад-Давлах, Мир Акбар Али Хан Сиддики Баяфанди Бахадур, Фулад Джанг, низам Хайдарабада.

## Правление
Во время его правления близ Хайдарабада был построен британский военный городок, и этот район был назван в его честь Секундерабад. Его сын Самсамадаула (Мир Башир уд-дин Али Хан) (1797—1876) был советником по вопросам обороны его брата Насира уд-Даулы и племянника Афзала уд-Даулы. Но у него не было никакого договора с англичанами о сохранении военного контингента. Хайдарабадское княжество было в финансовом беспорядке во время его правления.
21 мая 1829 года 60-летний низам Хайдарабада Асаф Джах III скончался в Хайдарабаде, ему наследовал его старший сын Асаф Джах IV.

## Браки и дети
В мае 1800 года Сикандер Джах женился на Джахан Парвар Бегум Сахибе (Хаджи Бегум) (1783—1853), дочери Наваба Саифа уль-Мулька (Маали Миана), сына Аристу Джаха, Азима уль-Умары, Мушира уль-Мулька, Муина-ад-Даулы Наваба Гулама Саида Хана Бахадура Сухраба Джанга. Его второй женой стала Фазилат ун-нисса Бегум Сахиба (Чандни Бегум). От двух браков у него было девять сыновей и десять дочерей:
- Насир уд-Даула, Наваб Мир Фаркунда Али Хан Бахадур (25 апреля 1794 — 16 мая 1857)
- Самсам уль-Мульк, Сунисамад уд-Даула, Наваб Мир Башир уд-дин Али Хан Бахадур (до 26 июня 1797 — 2 июня 1876)
- Мубарез уд-Даула, Наваб Мир Гоухар Али Хан Бахадур (18 марта 1798 — 24 июня 1854)
- Сайф уль-Мульк, Наваб Мир Тафаззаль Али Хан Бахадур (29 марта 1805 — 7 августа 1857)
- Мунавар уль-Мульк, Мунавар ад-Давлах, Наваб Мир Мунавар Али Хан Бахадур (2 июня 1806 — 15 августа 1858)
- Джахандар Джах, Зульфикар уль-Мульк, Зульфикар уд-Даула, Наваб Мир Файз Али Хан Бахадур (25 мая 1806 — 19 сентября 1869)
- Кутб уд-Даула, Наваб Мир Махмуд Али Хан Бахадур (11 июля 1811 — 7 января 1833)
- Камар уль-Мульк, Камар уд-Даула, Наваб Мир Дилавар Али Хан Бахадур (2 января 1820 — 6 января 1856)
- Музаффар уль-Мульк, Музаффар уд-Даула, Наваб Мир Фатх Али Хан Бахадур (13 января 1820 — 30 октября 1860)
- Сахибзади Джаль ун-ниса Бегум (до 2 октября 1788 — 22 марта 1855)
- Сахибзади Камаль ун-нисса Бегум
- Сахибзади Гафур ун-нисса Бегум
- Сахибзади Намдар ун-нисса Бегум
- Сахибзади Бакт Афроз Бегум
- Сахибзади Султан ун-нисса Бегум
- Сахибзади Нур Афроз Бегум
- Сахибзади Нашмат ун-нисса Бегум
- Сахибзади Нур Джахан Бегум
- Сахибзади Хизр ун-нисса Бегум.